# EMTE
EMTE SA (Estudios, Montajes y Tendidos Eléctricos) era una empresa espanyola d'enginyeria industrial especialitzada en instal·lacions elèctriques industrials i sistemes de control. L'empresa també oferia una varietat d'instal·lacions de serveis industrials, incloent la gestió de residus i d'aigües residuals, control de clima, telecomunicacions, pintura automatitzada i soldadura.

## Història
EMTE fou fundada en 1961 com a empresa de generació i instal·lació elèctrica. En 1970 l'empresa fou reanomenada EMTE, i esdevingué societat anònima. La companyia es va diversificar en electromecànica en general i instal·lacions de baixa tensió, i després en la dècada de 1980 l'empresa va desenvolupar sistemes de control industrial, electrònica i telecomunicacions, i es va expandir arreu d'Espanya. En la dècada de 1990 la companyia va començar el desenvolupament de plantes de tractament de residus de claus en mà, i més tard entrà en el negoci de les energies renovables.
En 2003 Aguas the Barcelona (Agbar) va adquirir una participació del 35% del grup, amb un acord per elevar la seva participació en el 50% el 2006 i per integrar-hi les empreses ADAS Systems, Aquatec, AQUAPLAN Agbar i operacions de manteniment en Emte. La participació d'Agbar s'incrementà al 50% en abril de 2004. En desembre de 2006 Agbar va anunciar que vendria la seva participació del 50% en EMTe per 107,3 milions d'euros al grup Sumarroca, qui incrementaria la seva participació del 17% al 67%. La resta de participacions del fundador de la companyia en 1961 també foren adquirides per Sumarroca. La família Sumarroca va fundar l'empresa holding 'Solduga SA' per a l'adquisició. En 2007 Banc de Sabadell i Caja Madrid n'esdevingueren accionistes.
En 2009 la participació de Sumarroca era del 60% i les de Banc de Sabadell i Caja Madrid un 20% cadascuna. En maig de 2009 Emte acordà fusionar-se amb el grup de construcció i infraestructures Grup COMSA per formar COMSA EMTE en una distribució de participacions 70:30 (Comsa té el 70%).

## Estructura de l'empresa
En 2009 el grup es dividia en cinc sectors, cadascun d'ells format per nombroses empreses:
- Instal·lacions elèctriques - instal·lació i manteniment de generadors elèctrics, subestacions, and maintenance of electrical generators, substations, cables d'alimentació i equip relacionat, electrificació ferroviària
- Sistemes i Tecnologia - Telecomunicacions, control remot i detecció
- Manteniment i Serveis - Gestió i manteniment d'instal·lacions
- Instalaciones mecánicas - Climatització, sistemes de control d'incendis, neteja d'instal·lacions i bioseguretat
- Medi Ambient - plantes de tractament de residus i reciclatge claus en mà, gasificació de residus, energies renovables.